# Ministerul Afacerilor Interne (Republica Moldova)
Ministerul Afacerilor Interne (MAI) este unul din ministerele care fac parte din Guvernul Republicii Moldova. A fost fondat pe 13 septembrie 1990 prin Hotărârea Guvernului nr. 321 „cu privire la reforma organelor Ministerului Afacerilor Interne al R.S.S. Moldova”.

## Istoric
Schimbările sociale, politice, economice și culturale, care s-au produs la sfîrșitul anilor 1980 în Republica Sovietică Socialistă Moldovenească, au influențat profund asupra activității organelor abilitate cu apărarea ordinii publice și a ordinii de drept.
După declararea la 23 iunie 1990 a suveranității Republicii Moldova, a fost stabilit un nou statut juridic, structură și atribuții ale organelor abilitate cu aplicarea legii și a demarat procesul de constituire a unui sistem propriu, național, de organe pentru facerile interne.
La 13 septembrie 1990, Guvernul Republicii Moldova adoptat Hotărârea nr. 321 „cu privire la reforma organelor Ministerului Afacerilor Interne al R.S.S. Moldova”, care prevedea crearea Departamentului Poliției și a secțiilor de poliție raionale. Astfel, locul miliției este ocupat de noile organe ale afacerilor interne – Poliția. La 18 decembrie 1990, Parlamentul Republicii Moldova a adoptat Legea cu privire la poliție.
Procesul de reformare a organelor afacerilor interne a continuat și pe parcursul ultimilor ani. În prezent Poliția Republicii Moldova este o instituție democratică în slujba cetățeanului, instituție menită să apere valorile fundamentale ale societății: drepturile și libertățile cetățenești, proprietatea privată și publică, ordinea și liniștea publică. Poliția se află în componența Ministerului Afacerilor Interne.

## Misiunea
Misiunea ministerului include analizarea situației și problemelor din domeniile de activitate gestionate (vedeți mai jos), precum și elaborarea politicilor publice eficiente în domeniile de activitate aferente. De asemenea, ministerul este responsabil de monitorizarea calității politicilor și actelor normative existente și de a face recomandări privind intervențiile justificate ale statului care vor oferi soluții eficiente în domeniile de competență, asigurând cel mai bun raport dintre rezultatele scontate și costurile preconizate.

## Domeniile de activitate
- ordinea și securitatea publică;
- managementul integrat al frontierei de stat;
- combaterea criminalității organizate;
- gestionarea fluxului emigrational, azilului și integrării străinilor;
- prevenirea și lichidarea consecințelor situațiilor de urgență și excepționale, protecția civilă, apărarea împotriva incendiilor și acordarea primului ajutor calificat;
- asigurarea respectării drepturilor și libertăților fundamentale ale omului, precum și apărarea proprietății publice și private;
- evidența populației și cetățeniei, evidența vehiculelor și conducătorilor de vehicule;
- rezervele materiale de stat și de mobilizare;
- managementul funcțiilor cu statut special din cadrul Ministerului.

## Funcțiile de bază
- elaborarea analizelor ex ante, documentelor de politici, proiectelor de acte normative în domeniile prevăzute în domeniile de activitate ale acestuia, inclusiv a celor pentru asigurarea executării actelor normative și decretelor Președintelui Republicii Moldova, după publicarea acestora în Monitorul Oficial al Republicii Moldova, în colaborare cu reprezentanți relevanți ai societății civile și comunității de afaceri;
- colaborarea, în conformitate cu legislația națională, cu instituții de profil din străinătate în domeniile de activitate;
- monitorizarea scorului și poziției Republicii Moldova în cadrul indicatorilor și clasamentelor internaționale care țin de domeniile sale specifice și elaborarea propunerilor de îmbunătățire a acestora;
- monitorizarea percepției cetățenilor și agenților economici cu privire la politicile publice, actele normative și activitatea statului în domeniile de activitate specifice Ministerului și elaborarea propunerilor de îmbunătățire a acesteia;
- monitorizarea calității politicilor publice și actelor normative în domeniile de activitate specifice Ministerului, inclusiv în colaborare cu societatea civilă și sectorul privat;
- realizarea actelor normative și implementarea tratatelor internaționale ale Republicii Moldova în domeniile de activitate și întocmirea rapoartelor privind executarea acestora;
- examinarea și avizarea proiectelor de acte normative elaborate de alte autorități ale administrației publice și remise spre examinare;
- elaborarea și prezentarea propunerilor de buget în domeniile de activitate, elaborarea planului anual de activitate, precum și monitorizarea anuală a gradului de implementare prin elaborarea și publicarea rapoartelor respective;
- organizarea sistemelor de planificare, executare, evidență contabilă și raportare a bugetului în cadrul Ministerului, și după caz, în cadrul autorităților/instituțiilor bugetare din subordine;
- coordonarea și monitorizarea activității autorităților administrative, a serviciilor publice desconcentrate din subordine și a instituțiilor publice în care Ministerul are calitatea de fondator;
- exercitarea altor funcții specifice.

## Structura
Structura ministerului este următoarea:
- Ministru
- Cabinetul ministrului (cu statut de secție)
- Secretari de stat
- Secretar general al ministerului
- Secretar general adjunct al ministerului
- Direcția coordonare politici publice
  - Secția analiză și planificare
  - Secția monitorizare și evaluare
- Direcția politici în domeniul ordinii și securității publice, combaterii criminalității
- Direcția politici în domeniul managementului integrat al frontierei de stat, migrației și azilului
- Direcția politici în domeniul situațiilor de urgență, excepționale și conexe
- Direcția management și politici de resurse umane
  - Secția politici de dezvoltare profesională
  - Secția politici metodologice de proiectare organizațională
  - Secția administrare și politici de personal
- Direcția management documente și petiții
- Direcția audit intern
- Direcția coordonare asistență externă și managementul proiectelor
- Direcția informare, comunicare cu mass-media, protocol și ceremonial
- Direcția cooperare internațională și integrare europeană
  - Secția relații internaționale
  - Serviciul integrare europeană
- Direcția juridică
  - Secția avizare și promovare acte normative
  - Secția contestații și reprezentare
- Direcția economie și finanțe
  - Secția contabilitate
  - Secția planificare, raportare și politici bugetare
- Direcția achiziții și dezvoltare logistică
  - Secția achiziții
- Serviciul protecția datelor cu caracter personal

## Instituțiile subordonate
- Inspectoratul General al Poliției
- Inspectoratul General al Poliției de Frontieră
- Inspectoratul General pentru Situații de Urgență
- Inspectoratul General de Carabinieri
- Inspectoratul General pentru Migrație
- Serviciul tehnologii informaționale
- Serviciul protecție internă și anticorupție
- Inspectoratul de Management Operațional
- Academia „Ștefan cel Mare”
- Serviciul medical
- Clubul sportiv central "Dinamo”
- Agenția Rezerve Materiale

## Conducere
- Ministru – Daniella Misail-Nichitin
- Secretar general – Vladislav Cojuhari
- Secretari de stat – Andrei Cecoltan, Alexandru Bejan, Victor Grosu și Diana Salcuțan

## Lista miniștrilor Afacerilor Interne ai Republicii Moldova
| №  | Nume (naștere–deces)             | Portret | Mandat                | Mandat             | Observații        | Guvern                  |
| -- | -------------------------------- | --- | --------------------- | ------------------ | ----------------- | ----------------------- |
| 1  | Ion Costaș (1944–)               | Generalul Ion Costaș susținând un discurs pentru comemorarea eroilor căzuți în confruntările de pe Nistru (25100446319) | 6 iunie 1990          | 5 februarie 1992   |                   | Druc Muravschi          |
| 2  | Constantin Antoci (1949–)        | | 5 februarie 1992      | 24 ianuarie 1997   |                   | Muravschi Sangheli I–II |
| 3  | Mihail Plămădeală (1945–)        | | 24 ianuarie 1997      | 22 mai 1998        |                   | Ciubuc I                |
| 4  | Victor Catan (1949–)             | VictorCatan8333 | 22 mai 1998           | 21 decembrie 1999  |                   | Ciubuc II Sturza        |
| 5  | Vladimir Țurcan (1954–)          | | 21 decembrie 1999     | 19 aprilie 2001    |                   | Braghiș                 |
| 6  | Vasile Drăgănel (1962–)          | | 19 aprilie 2001       | 27 februarie 2002  |                   | Tarlev I                |
| 7  | Gheorghe Papuc (1954–)           | | 27 februarie 2002     | 31 martie 2008     |                   | Tarlev I–II             |
| 8  | Valentin Mejinschi (1967–)       | | 31 martie             | 21 octombrie 2008  |                   | Greceanîi I             |
| 9  | Gheorghe Papuc (1954–)           | | 21 octombrie 2008     | 25 septembrie 2009 |                   | Greceanîi I–II          |
| 10 | Victor Catan (1949–)             | VictorCatan8333 | 25 septembrie 2009    | 14 ianuarie 2011   |                   | Filat I                 |
| 11 | Alexei Roibu (1954–)             | | 14 ianuarie 2011      | 24 iulie 2012      |                   | Filat II                |
| 12 | Dorin Recean (1974–)             | | 24 iulie 2012         | 18 februarie 2015  |                   | Filat II Leancă         |
| 13 | Oleg Balan (1969–)               | | 18 februarie 2015     | 20 ianuarie 2016   |                   | Gaburici Streleț        |
| 14 | Alexandru Jizdan (1975–)         | | 20 ianuarie 2016      | 8 iunie 2019       |                   | Filip                   |
| 15 | Andrei Năstase (1975–)           | Andrei Năstase in November 2017                                                                                         | 8 iunie               | 14 noiembrie 2019  | viceprim-ministru | Sandu                   |
| 16 | Pavel Voicu (1973–)              | Voicu in August 2019 | 14 noiembrie 2019     | 6 august 2021      |                   | Chicu                   |
| 17 | Ana Revenco (1977–)              | | 6 august 2021         | 14 iulie 2023      |                   | Gavrilița Recean        |
| 18 | Adrian Efros (1982–)             | | 17 iulie 2023         | 19 noiembrie 2024  |                   | Recean                  |
| 19 | Daniella Misail-Nichitin (1976–) | | din 19 noiembrie 2024 |                    |                   | Recean                  |